# Вязовые насаждения (Ирбит)
Вязовые насаждения — ботанический памятник природы в черте города Ирбита, Свердловская область, Россия. 
Насаждения вяза гладкого расположены на правом берегу реки Ницы. Это крайняя восточная граница ареала вида в России. Площадь памятника природы составляет 50 га. Возраст деревьев составляет 80 лет, высота стволов в среднем 8—10 м.
Постановлением Правительства Свердловской области от 17 января 2001 года № 41-ПП ботанический памятник природы включён в перечень особо охраняемых природных территорий Свердловской области. Этим же правовым актом охрана территории объекта возложена на администрацию города Ирбита.